# Lexington (Oklahoma)
Lexington es una ciudad ubicada en el condado de Cleveland en el estado estadounidense de Oklahoma. En el año 2010 tenía una población de 	2152 habitantes y una densidad poblacional de 391,27 personas por km².

## Geografía
Lexington se encuentra ubicada en las coordenadas 35°0′55″N 97°20′10″O / 35.01528, -97.33611.

## Demografía
Según la Oficina del Censo en 2000 los ingresos medios por hogar en la localidad eran de $27,538 y los ingresos medios por familia eran $32,155. Los hombres tenían unos ingresos medios de $27,292 frente a los $20,000 para las mujeres. La renta per cápita para la localidad era de $13,322. Alrededor del 15.5% de la población estaban por debajo del umbral de pobreza.